# Карл Амери (награда)
Литературната награда „Карл Амери“ (на немски: Carl-Amery-Literaturpreis) е учредена през 2007 г. от Съюза на немските писатели в Бавария. Присъжда се на всеки две години в памет на писателя Карл Амери и неговото творчество. Удостояват се обществено-критични немскоезични автори, които „вървят по нови естетически пътища и така обогатяват спектъра на литературните възможности“.
Отличието е в размер на 6000 €.

## Носители на наградата (подбор)
- Феридун Заимоглу (2007)
- Юли Це (2009)
- Илия Троянов (2011)
- Улрих Пелцер (2013)
- Карен Дуве (2019)